# Modieslab
ModieSlab, wat staat voor Modulair Intelligent Energiek Slab, is een bouwmethode voor de aanleg van wegdekken. Het zijn betonplaten die zijn opgebouwd uit twee open lagen boven op een constructieve betonlaag. Tussen de onderste open laag en de betonlaag zijn kanaaltjes voorzien. Deze worden gebruikt voor een snelle afvoer van regenwater en bieden ook ruimte voor detectielussen. De constructieve laag kan eventueel voorzien worden van leidingen om de temperatuur van het wegdek te regelen. De prefab-platen worden gefundeerd op heipalen.
Rijkswaterstaat startte in 2001 met een proef voor modieslab als wegdek op de A50 (Eindhoven-Emmeloord) bij Klarenbeek. De proef is in 2006 uitgebreid met een test onder zware verkeersbelasting op een bypass aan de A12 bij het knooppunt Oudenrijn. Onderzoek van IPG (Innovatieprogrammageluid - Nederland) toonden op de beide teststroken een geluidsreductie van 6 dB(A).